# DJ Assault
DJ Assault, pseudoniem van Craig De Sean Adams (Detroit, 19 oktober 1977), is een Amerikaanse dj en producer uit Detroit. Hij staat bekend als pionier van de ghettotech-muziek (een opzwepende mix van techno, electro en Miami bass met expliciete en humoristische teksten), hoewel hij die aanduiding voor zijn muziekstijl zelf verwerpt.
In 2023 werd enkele optredens van DJ Assault in Berlijn geannuleerd vanwege zijn (niet nader gespecificeerde) uitlatingen in socialemediaposts.